# Yucca necopina
Yucca necopina är en sparrisväxtart som beskrevs av Lloyd Herbert Shinners. Yucca necopina ingår i släktet palmliljor, och familjen sparrisväxter. Inga underarter finns listade i Catalogue of Life.